# Svebråta
Svebråta är en bebyggelse i Mofalla socken i Hjo kommun i Västra Götalands län. SCB avgränsar här 2023 en småort.